# Demonios chatiu
Los Demonios Chatiu o “los demonios cadáveres” encarnan a los siete Baktiu invisibles en la mitología y astronomía del Antiguo Egipto. Cada una de las 36 constelaciones del Decan cambia del estado vivo de Baktiu al estado muerto de Chatiu una vez al año cuando ingresa a Duat. En el Libro de Nut, el capítulo del Decanato se describe el efecto negativo de estos demonios protectores cuando los “nombres ocultos de los dioses” o sus Ren se pronunciaban públicamente.
| Aa1 | G38 | M17 | G43 | N15 |

| Aa1 | G38 | M17 | G43 | N15 |

El papel de los demonios Chatiu es también objeto del ritual de embalsamamiento, en el que se promete al difunto la transformación de su Ba en cualquiera de las 36 estrellas del decanato. En el Papiro del Louvre 2420c, el propietario de un sarcófago solicita en una inscripción aceptación entre los demonios Chatiu. En el Libro de los Muertos egipcio, este deseo está estandarizado en el “Hechizo para un collar de oro” bajo el número 158: “Suéltame, mírame. Soy uno de esos (decanos de Chatiu) que son parte de la solución cuando ven a Geb.”  Cada persona a la que se le concede esta petición en el reino de los muertos cobra una nueva vida en consonancia con el renacimiento de la Estrella del Decan.

## Literatura
- Edda Bresciani y a.: La tumba de Ciennehebu, capo de la flotta del Re. Giardini, Pisa 1977.
- Serge Sauneron: Rituel de l'Embaumement - pBoulaq III, pLouvre 5.158. Imprimerie Nationale, El Cairo 1952.
- Alexandra von Lieven : Plano del curso de las estrellas: el llamado libro de surcos. El Instituto Carsten Niebuhr de Estudios del Antiguo Oriente (incluido a.), Copenhague 2007, ISBN 978-87-635-0406-5 .